# Триболюминесценция

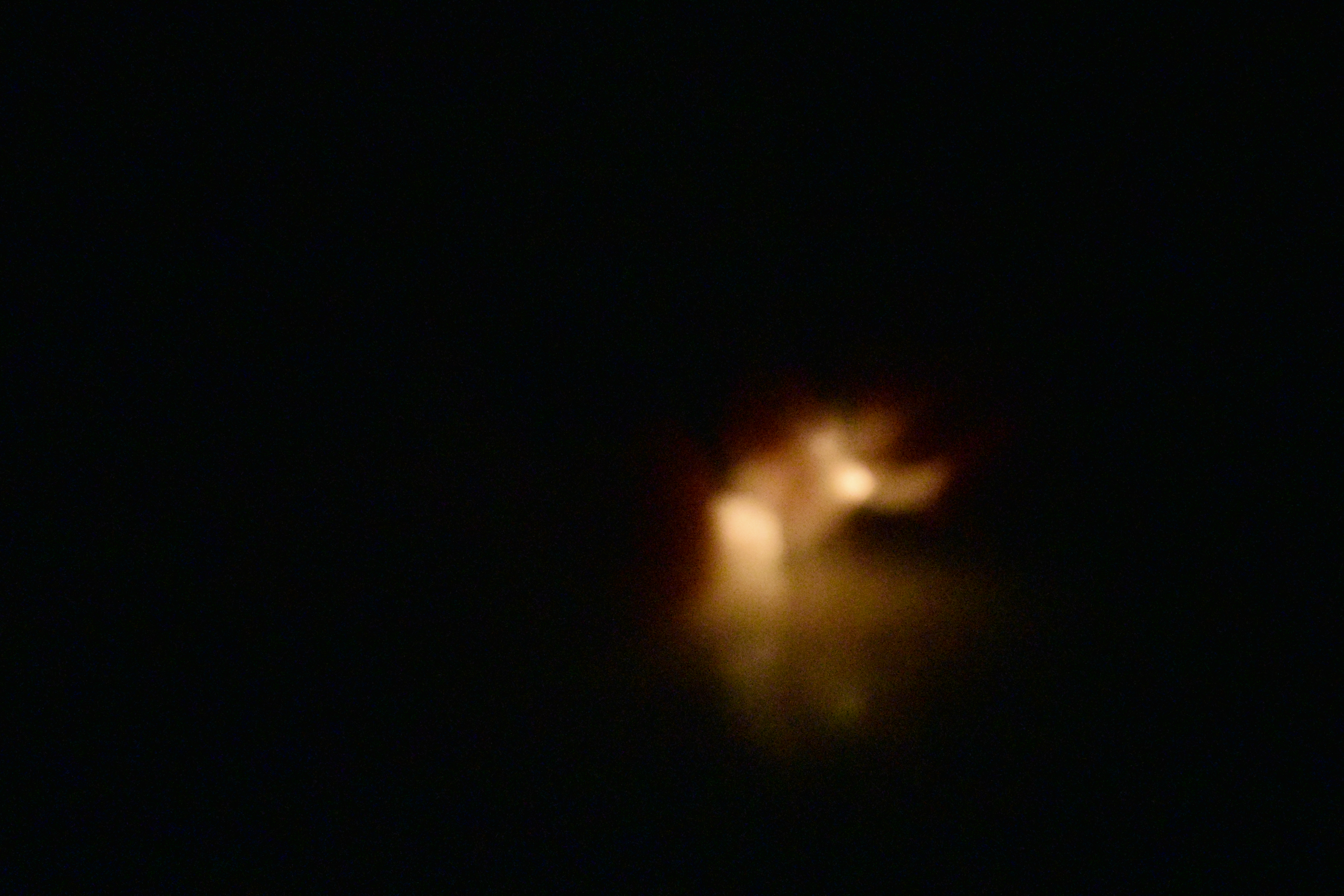
Триболюминесценция в кварце

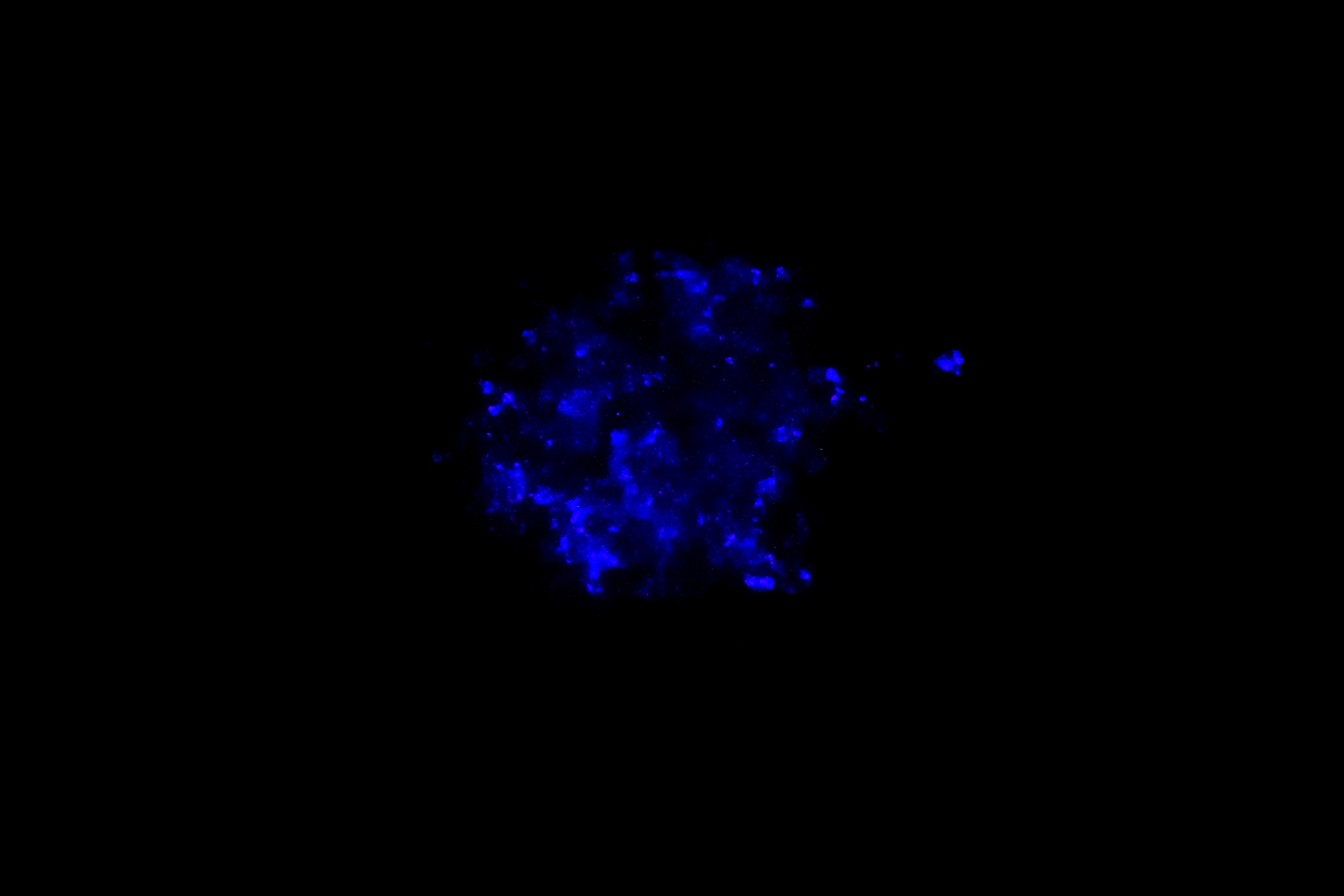
Триболюминесценция

Триболюминесце́нция — люминесценция, возникающая при разрушении кристаллических тел. К примеру, при раскалывании кристалла сахара получается красивая синеватая вспышка. Также свечение может возникать в кристаллах льда, кварца и многих других.
Эффект Коппа-Этчеллса (англ. Kopp-Etchells effect). Американский журналист Майкл Йон заметил необычное свечение, возникающее при посадке или взлёте вертолёта в пустыне из-за трения лопастей вертолета о частички песка и пыли в воздухе. Явление было им названо в честь двух американских солдат — Коппа и Этчелса — погибших в июле 2009 года в Афганистане.
Фрактолюминесценция часто используется как синоним триболюминесценции. Это излучение света от разрушения (а не трения) кристалла, но разрушение часто происходит при трении. В зависимости от атомного и молекулярного состава кристалла, когда кристалл разрушается, может произойти разделение заряда, в результате чего одна сторона разрушенного кристалла заряжена положительно, а другая-отрицательно. Как и в случае триболюминесценции, если разделение заряда приводит к достаточно большому электрическому потенциалу, а может произойти разряд через зазор и через газ в ванне между интерфейсами.
Триболюминесценция отличается от пьезолюминесценции тем, что пьезолюминесцентный материал излучает свет, когда он деформирован, а не сломан. Это примеры механолюминесценции, которая представляет собой люминесценцию, возникающую в результате любого механического воздействия на твердое тело.

## История

### Первые научные доклады
Первое зарегистрированное свидетельство принадлежит британскому философу Френсису Бэкону, когда в 1620 году он отметил: «Достоверно также и то, что всякий сахар, приправленный ли (как его называют) или простой, если только он тверд, сверкает, если его ломают в темноте или скоблят ножом.».
Ученый Роберт Бойль также сообщил о ряде его работ на триболюминесценции в 1663 году.
В конце 1790-х годов производство сахара начало производить больше кристаллов рафинированного сахара. Эти кристаллы были сформированы в большой твердый конус для транспортировки и продажи. Этот твердый конус сахара нужно было разбить на пригодные для использования куски с помощью устройства, известного как кусачки для сахара. Люди начали замечать, что, когда сахар «кусался» при слабом освещении, были видны крошечные вспышки света.
Исторически важный случай триболюминесценции произошел в Париже в 1675 году. Астроном Жан-Феликс Пикар заметил, что его барометр светился в темноте, когда он нес его. Его барометр состоял из стеклянной трубки, частично заполненной ртутью. Всякий раз, когда ртуть скользила по стеклянной трубке, пустое пространство над ртутью светилось. Исследуя это явление, исследователи обнаружили, что статическое электричество может вызывать свечение воздуха низкого давления. Это открытие открыло возможность электрического освещения.

### Церемонии коренных народов
Коренные жители штата Юта из Центрального Колорадо являются одной из первых задокументированных групп людей в мире, которым приписывают применение механолюминесценции, включающей использование кристаллов кварца для генерации света. Юта сконструировала специальные церемониальные погремушки из сыромятной кожи буйвола, которые они заполнили прозрачными кристаллами кварца, собранными в горах Колорадо и Юты. Когда погремушки сотрясались ночью во время церемоний, трение и механическое напряжение кристаллов кварца, соприкасающихся друг с другом, вызывали вспышки света, видимые сквозь полупрозрачную буйволиную шкуру.

## Механизм действия

### Триболюминесцирующие вещества
В большинстве случаев триболюминесценция длится только в момент самого механического повреждения вещества, но иногда возможно наблюдать послесвечение. Такое свойство имеют ацетанилид и сульфаниловая кислота.
Несмотря на различия версий, удалось установить некоторые закономерности между строением и составом химических соединений с их способностью к триболюминесценции.
Экспериментальным путём было установлено, что из 510 образцов (400 органических соединений, 110 неорганических соединений) способность к триболюминесценции имеет 121 органический образец (30 %) и 6 неорганических (5,5 %).
Можно выделить связь триболюминесценции с определёнными циклическими атомными группировками. Свечение наблюдалось у ароматических и гидроароматических соединений в приблизительно 36 % всех исследованных случаев, а у алифатических — только в 13 %. Необходимо подчеркнуть, что интенсивность излучаемого света у циклических соединений значительно превосходит соединения с открытой цепью углеродных атомов.
Кроме того, особенно благоприятно воздействуют на триболюминесценцию гидроксильная группа, карбонильная группа, а также вторично и третично связанный азот. С этими данными хорошо согласуется тот факт, что среди естественных алкалоидов большинство (47 из 74 исследованных образцов, что составляет 63,5 %) имеют триболюминесцентные свойства.

#### Цвета вспышек
| Химическое соединение | Цвет триболюминесценции |
| --------------------- | ----------------------- |
| Сахар                 | Синий                   |
| Кварц                 | Оранжевый               |
| Лёд                   | Белый                   |
| Кумарин               | Белый                   |
| Азотнокислый уранил   | Зеленоватый             |
| Уксуснокислый уранил  | Зеленоватый             |
| Алмаз                 | Красный или синий       |
| Солянокислый анилин   | Фиолетовый              |

### Причины
Причины триболюминесценции различны и до конца не установлены. В некоторых случаях она объясняется возбуждением фотолюминесценции электрическими разрядами, происходящими при раскалывании кристаллического тела, в других случаях она вызывается движением дислокаций при деформации.
Биологический феномен триболюминесценции обусловлен рекомбинацией свободных радикалов при механической активации.

## Примеры
Алмаз может начать светиться во время трения. Это иногда случается с алмазами во время шлифования огранки или распиливания алмаза в процессе резки. Алмазы могут флуоресцировать синим или красным цветом. Некоторые другие минералы, такие как кварц, триболюминесцентны и излучают свет при трении друг о друга.
Обычная, клейкая лента («скотч») имеет светящуюся линию, где лента отслаивается от рулона. В 1953 году советскими учеными отмечено, что можно снятием слоя рулона скотча в вакууме производить рентгеновские снимки. Механизм генерации рентгеновского излучения был изучен ещё в 2008 году. Подобные случаи выделения рентгеновского излучения наблюдаются также с металлами. Отличительной чертой данного случая является то, что здесь не повреждается само вещество. При отделении слоёв происходит разрушение адгезионного контакта, сопровождающееся излучением ЭМИ.
Кроме того, когда кристаллы сахара измельчаются, создаются крошечные электрические поля, разделяющие положительные и отрицательные заряды, которые затем создают искры, пытаясь воссоединиться. Конфеты "Life Savers"  Wint-O-Green особенно хорошо работают для создания таких искр, потому что масло зимних деревьев (метилсалицилат) является флуоресцентным и преобразует ультрафиолетовый свет в синий.
Триболюминесценция может возникать, когда капля принца Руперта разбивается мощной силой, такой как пуля. Яркая вспышка белого света может произойти впереди падения от головки капли к хвосту.
Триболюминесценция-биологическое явление, наблюдаемое при механической деформации и контактной электризации эпидермальной поверхности костных и мягких тканей, при пережевывании пищи, при трении в суставах позвонков, во время полового акта и во время кровообращения.
Водоструйная абразивная резка керамики (например, плитки) создает желто-оранжевое свечение в месте воздействия очень высокоскоростного потока.
Открытие конверта, запечатанного полимерным клеем, генерирует свет, который можно рассматривать как синие вспышки в темноте.

## Наблюдение
Чтобы пронаблюдать триболюминесценцию достаточно растолочь кусочки сахара или поцарапать кристаллы кварца или кусочек кремня в тёмном помещении. Для достижения наилучшего результата совершенно необходимо добиться безупречной темноты и дать глазам привыкнуть к ней в течение 15-20 минут.
Другой простой способ наблюдения — это разматывание липкой ленты (скотча).

## Применение
Триболюминесценция может быть использована при разработке датчиков/интеллектуальных материалов. Этот метод может быть реализован и в технике порошковой металлургии. ЭМИ является одним из таких выбросов, которые сопровождают большие деформации. Если можно идентифицировать элемент, который дает максимальную ЭМИ-реакцию при минимальном механическом стимуле, то его можно добавить в основной материал и, таким образом, задать новые тенденции в развитии интеллектуального материала. Свет, вызванный деформацией, может служить мощным инструментом для обнаружения и предотвращения отказов.
Существует вероятность появления и развития триболюминесцентного освещения.